# 近鉄デ71形電気機関車
デ71形は、かつて近畿日本鉄道に在籍した電気機関車である。
71の1両のみ存在した。

## 概要
元々は1922年（大正11年）に藤永田造船所で製造された、南海鉄道ED5116である。
1944年（昭和19年）6月1日、関西急行鉄道と南海鉄道が合併、近畿日本鉄道となった後、南大阪線に転属となる。その後1947年（昭和22年）6月1日に近畿日本鉄道が旧・南海鉄道の路線を南海電気鉄道へ分離譲渡した際、旧・南海鉄道の車両も南海電気鉄道に譲渡される。しかし南大阪線に転属となっていたED5116はそのまま近鉄に残ることとなった。
その後、デ71に改番され、南大阪線古市工場（現・古市検車区。工場は1982年、五位堂検修車庫に統合され廃止）に移り構内入換用の機関車になる。1975年（昭和50年）に除籍された後も工場入換車として使用されたが、古市工場が五位堂検修車庫に統合された後に廃車となる。
車体は凸形、入換用のため目立つように、塗装は赤色（朱色）だったという。

## 主要諸元
- 全長：11480mm
- 全幅：2590mm
- 全高：4110mm
- 重量：39.0t
- 電気方式：直流1500V（架空電車線方式）
- 軸配置：B-B
- 台車形式：BW-78-25A
- 主電動機：556-J6形×4基
- 歯車比：1:4.53
- 1時間定格出力：300kW
- 1時間定格引張力：3120kg
- 1時間定格速度：36.0km/h
- 最高運転速度：
- 動力伝達方式：1段歯車減速、吊り掛け式
- 制御方式：抵抗制御、直並列2段組合せ制御
- 制御装置：電磁空気単位スイッチ式
- ブレーキ方式： 6EL空気ブレーキ､手動ブレーキ